# Provincie Buzen

Mapa japonských provincií se zvýrazněnou provincií Buzen

Provincie Buzen (japonsky: 豊前国; Buzen no kuni) byla stará japonská provincie ležící na severu ostrova Kjúšú. Sousedila s provinciemi Bungo a Čikuzen. Na jejím území se dnes rozkládá východní část prefektury Fukuoka a několik severních okresů prefektury Óita.
Na konci 7. století byla provincie Tojo (豊国, Tojo no kuni) rozdělena na Buzen (doslova „přední strana Tojo“) a Bungo („zadní strana Tojo“).
Ruiny starobylého hlavního města provincie byly objeveny nedaleko současného města Tojocu. V provincii leželo i hradní město Kokura, jež bylo sídlem mnoha feudálních vládců.
Po zrušení systému lén (han) v roce 1871 se provincie Buzen stala na čtyři roky prefekturou Kokura a následně byla v roce 1876 absorbována prefekturou Fukuoka.